# Lista över fornlämningar i Falkenbergs kommun (Slöinge)
Lista över fornlämningar i Falkenbergs kommun (Slöinge) är en förteckning av ett urval av de fornlämningar som finns i Slöinge i Falkenbergs kommun.
| Namn          | Lämningstyp                 | Tillkomsttid | Historisk indelning | Plats | Läge                 | ID-nr          | Bild                                 |
| ------------- | --------------------------- | ------------ | ------------------- | ----- | -------------------- | -------------- | ------------------------------------ |
| Slöinge 2:1   | Stensättning                |              | Slöinge, Halland    |       | 56.868834, 12.692647 | 10149300020001 | Ladda upp en bild av detta fornminne |
| Slöinge 3:1   | Stensättning                |              | Slöinge, Halland    |       | 56.868348, 12.698191 | 10149300030001 | Ladda upp en bild av detta fornminne |
| Slöinge 3:2   | Stensättning                |              | Slöinge, Halland    |       | 56.868068, 12.698208 | 10149300030002 | Ladda upp en bild av detta fornminne |
| Slöinge 4:1   | Hög                         |              | Slöinge, Halland    |       | 56.864966, 12.706399 | 10149300040001 | Ladda upp en bild av detta fornminne |
| Slöinge 4:2   | Stensättning                |              | Slöinge, Halland    |       | 56.865249, 12.706543 | 10149300040002 | Ladda upp en bild av detta fornminne |
| Slöinge 4:3   | Hög                         |              | Slöinge, Halland    |       | 56.865780, 12.706252 | 10149300040003 | Ladda upp en bild av detta fornminne |
| Slöinge 4:4   | Stensättning                |              | Slöinge, Halland    |       | 56.865890, 12.706527 | 10149300040004 | Ladda upp en bild av detta fornminne |
| Slöinge 4:5   | Stenkrets                   |              | Slöinge, Halland    |       | 56.865445, 12.707379 | 10149300040005 | Ladda upp en bild av detta fornminne |
| Slöinge 4:6   | Grav markerad av sten/block |              | Slöinge, Halland    |       | 56.865554, 12.707341 | 10149300040006 | Ladda upp en bild av detta fornminne |
| Slöinge 4:7   | Grav markerad av sten/block |              | Slöinge, Halland    |       | 56.865732, 12.707526 | 10149300040007 | Ladda upp en bild av detta fornminne |
| Slöinge 5:1   | Hög                         |              | Slöinge, Halland    |       | 56.863249, 12.692927 | 10149300050001 | Ladda upp en bild av detta fornminne |
| Slöinge 6:1   | Stensättning                |              | Slöinge, Halland    |       | 56.859120, 12.694968 | 10149300060001 | Ladda upp en bild av detta fornminne |
| Slöinge 6:2   | Stensättning                |              | Slöinge, Halland    |       | 56.859009, 12.694940 | 10149300060002 | Ladda upp en bild av detta fornminne |
| Slöinge 6:3   | Stensättning                |              | Slöinge, Halland    |       | 56.858791, 12.694815 | 10149300060003 | Ladda upp en bild av detta fornminne |
| Slöinge 7:1   | Hög                         |              | Slöinge, Halland    |       | 56.859965, 12.692421 | 10149300070001 | Ladda upp en bild av detta fornminne |
| Slöinge 7:2   | Stensättning                |              | Slöinge, Halland    |       | 56.859872, 12.692608 | 10149300070002 | Ladda upp en bild av detta fornminne |
| Slöinge 7:3   | Stensättning                |              | Slöinge, Halland    |       | 56.859614, 12.691672 | 10149300070003 | Ladda upp en bild av detta fornminne |
| Slöinge 8:1   | Hög                         |              | Slöinge, Halland    |       | 56.855718, 12.696095 | 10149300080001 | Ladda upp en bild av detta fornminne |
| Slöinge 8:2   | Stensättning                |              | Slöinge, Halland    |       | 56.855522, 12.696240 | 10149300080002 | Ladda upp en bild av detta fornminne |
| Slöinge 9:1   | Stensättning                |              | Slöinge, Halland    |       | 56.858582, 12.699694 | 10149300090001 | Ladda upp en bild av detta fornminne |
| Slöinge 10:1  | Stensättning                |              | Slöinge, Halland    |       | 56.855436, 12.676226 | 10149300100001 | Ladda upp en bild av detta fornminne |
| Slöinge 11:1  | Stensättning                |              | Slöinge, Halland    |       | 56.871360, 12.687926 | 10149300110001 | Ladda upp en bild av detta fornminne |
| Slöinge 11:2  | Stensättning                |              | Slöinge, Halland    |       | 56.871195, 12.688069 | 10149300110002 | Ladda upp en bild av detta fornminne |
| Slöinge 11:3  | Stensättning                |              | Slöinge, Halland    |       | 56.870812, 12.688468 | 10149300110003 | Ladda upp en bild av detta fornminne |
| Slöinge 12:1  | Hög                         |              | Slöinge, Halland    |       | 56.870201, 12.688878 | 10149300120001 | Ladda upp en bild av detta fornminne |
| Slöinge 13:1  | Hällristning                |              | Slöinge, Halland    |       | 56.872406, 12.671268 | 10149300130001 | Ladda upp en bild av detta fornminne |
| Slöinge 14:1  | Hög                         |              | Slöinge, Halland    |       | 56.843760, 12.721582 | 10149300140001 | Ladda upp en bild av detta fornminne |
| Slöinge 15:1  | Hög                         |              | Slöinge, Halland    |       | 56.851282, 12.730304 | 10149300150001 | Ladda upp en bild av detta fornminne |
| Slöinge 15:2  | Hög                         |              | Slöinge, Halland    |       | 56.851442, 12.730575 | 10149300150002 | Ladda upp en bild av detta fornminne |
| Slöinge 16:1  | Hög                         |              | Slöinge, Halland    |       | 56.842063, 12.716972 | 10149300160001 | Ladda upp en bild av detta fornminne |
| Slöinge 17:1  | Hög                         |              | Slöinge, Halland    |       | 56.843499, 12.717510 | 10149300170001 | Ladda upp en bild av detta fornminne |
| Slöinge 17:2  | Hög                         |              | Slöinge, Halland    |       | 56.843664, 12.717577 | 10149300170002 | Ladda upp en bild av detta fornminne |
| Slöinge 17:3  | Stensättning                |              | Slöinge, Halland    |       | 56.843329, 12.717397 | 10149300170003 | Ladda upp en bild av detta fornminne |
| Slöinge 18:1  | Hög                         |              | Slöinge, Halland    |       | 56.841982, 12.721362 | 10149300180001 | Ladda upp en bild av detta fornminne |
| Slöinge 20:1  | Gravfält                    |              | Slöinge, Halland    |       | 56.835420, 12.701034 | 10149300200001 | Ladda upp en bild av detta fornminne |
| Slöinge 22:1  | Röse                        |              | Slöinge, Halland    |       | 56.835363, 12.703784 | 10149300220001 | Ladda upp en bild av detta fornminne |
| Slöinge 23:1  | Gravfält                    |              | Slöinge, Halland    |       | 56.848188, 12.676395 | 10149300230001 | Ladda upp en bild av detta fornminne |
| Slöinge 24:1  | Hög                         |              | Slöinge, Halland    |       | 56.846335, 12.677290 | 10149300240001 | Ladda upp en bild av detta fornminne |
| Slöinge 26:1  | Stensättning                |              | Slöinge, Halland    |       | 56.843515, 12.691506 | 10149300260001 | Ladda upp en bild av detta fornminne |
| Slöinge 39:1  | Hög                         |              | Slöinge, Halland    |       | 56.866430, 12.707987 | 10149300390001 | Ladda upp en bild av detta fornminne |
| Slöinge 43:1  | Hällristning                |              | Slöinge, Halland    |       | 56.844708, 12.722870 | 10149300430001 | Ladda upp en bild av detta fornminne |
| Slöinge 77:1  | Stensättning                |              | Slöinge, Halland    |       | 56.837819, 12.699157 | 10149300770001 | Ladda upp en bild av detta fornminne |
| Slöinge 78:1  | Hög                         |              | Slöinge, Halland    |       | 56.837580, 12.702905 | 10149300780001 | Ladda upp en bild av detta fornminne |
| Slöinge 80:1  | Hög                         |              | Slöinge, Halland    |       | 56.838232, 12.701088 | 10149300800001 | Ladda upp en bild av detta fornminne |
| Slöinge 83:1  | Hög                         |              | Slöinge, Halland    |       | 56.850143, 12.686631 | 10149300830001 | Ladda upp en bild av detta fornminne |
| Slöinge 93:1  | Stensättning                |              | Slöinge, Halland    |       | 56.868869, 12.699266 | 10149300930001 | Ladda upp en bild av detta fornminne |
| Slöinge 99:1  | Hög                         |              | Slöinge, Halland    |       | 56.856865, 12.684622 | 10149300990001 | Ladda upp en bild av detta fornminne |
| Slöinge 101:1 | Hög                         |              | Slöinge, Halland    |       | 56.874730, 12.695636 | 10149301010001 | Ladda upp en bild av detta fornminne |
| Slöinge 104:1 | Stensättning                |              | Slöinge, Halland    |       | 56.847388, 12.673467 | 10149301040001 | Ladda upp en bild av detta fornminne |
| Slöinge 105:1 | Stensättning                |              | Slöinge, Halland    |       | 56.866980, 12.703053 | 10149301050001 | Ladda upp en bild av detta fornminne |
| Slöinge 105:2 | Stensättning                |              | Slöinge, Halland    |       | 56.867274, 12.703301 | 10149301050002 | Ladda upp en bild av detta fornminne |
| Slöinge 106:1 | Stensättning                |              | Slöinge, Halland    |       | 56.866342, 12.700825 | 10149301060001 | Ladda upp en bild av detta fornminne |
| Slöinge 114:2 | Hög                         |              | Slöinge, Halland    |       | 56.864830, 12.667362 | 10149301140002 | Ladda upp en bild av detta fornminne |
| Slöinge 120:1 | Stensättning                |              | Slöinge, Halland    |       | 56.831297, 12.706080 | 10149301200001 | Ladda upp en bild av detta fornminne |
| Slöinge 127   | Kyrka/kapell                |              | Slöinge, Halland    |       | 56.856180, 12.693107 | 12000000019025 | Ladda upp en bild av detta fornminne |